# 지대 (연호)
지대(至大, 1308년 ~ 1311년)는 원나라 무종(武宗) 카이산 쿨룩 칸의 연호이다. 4년 가량 사용하였다. 아유르바르와다 부얀투 칸(인종)이 즉위 후 개원 할 때까지 사용하였다.

## 개원
- 대덕(大德) 11년 12월 29일[1](율리우스력 1308년 1월 23일)에 연호를 지대(至大)로 정하고, 다음 해 1월 1일[2](율리우스력 1308년 1월 24일)에 개원함.[3][4][5][6]

- 지대(至大) 4년 9월 14일[7](율리우스력 1311년 10월 26일)에 연호를 황경(皇慶)으로 정하고, 다음 해 1월 1일[8](율리우스력 1312년 2월 9일)에 개원함.[9][10][11][6]

## 연대 대조표
| 지대 | 서기(西紀) | 간지(干支) |
| 원년 | 1308년     | 무신(戊申) |
| 2년  | 1309년     | 기유(己酉) |
| 3년  | 1310년     | 경술(庚戌) |
| 4년  | 1311년     | 신해(辛亥) |

## 동시대 연호

### 베트남
- 흥롱(興隆) (1293년 ~ 1314년)

### 일본
- 도쿠지(德治) (1306년 ~ 1308년)
- 엔쿄(延慶) (1308년 ~ 1311년)
- 오초(應長) (1311년 ~ 1312년)

## 같이 보기
- 중국의 연호